# Fredrik Henrik af Chapman
Fredrik Henrik af Chapman (født 9. september 1721 i Gøteborg af engelsk familie, død 19. august 1808 i Karlskrona) var en svensk admiral og skibskonstruktør.

## Liv og virke
15 år gammel drog Chapman til Stockholm for at lære skibsbyggeri, og kun 19 år gammel byggede han en spanienfarer. I en årrække studerede han i udlandet og fik fristende tilbud om ansættelse. Men han vendte tilbage til Sverige, hvor han 1757 blev underskibsbygmester ved orlogsflåden og fik lov til efter egne ideer at bygge to krigsskibe af en ny type.
I 1760 blev han skibsbygmester ved den finske eskadre. Han byggede igen krigsskibe af en ny type og blev 1764 overskibsbygmester. Hans mange forbedringer i skibsbygningskunsten gjorde ham snart berømt og skaffede ham tilnavnet Det nyere svenske skibsbyggeris grundlægger.
I 1772 adledes han, i 1776 blev han oberst ved admiralitetet og medlem af Admiralitetskollegiet, og i 1783 kontreadmiral og værftsadmiral i Karlskrona. I de 10 år, han var chef for orlogsværftet, foretoges der en mængde nye opfindelser og nyttige indretninger ved værftet, ældre skibstyper forbedredes og ny opfandtes; særlig til kystforsvaret. Undertiden byggede man så hurtigt, at et linieskib løb af stabelen seks uger efter, at kølen var lagt. 1781-90 byggedes efter hans tegninger 11 linieskibe og 11 fregatter.
Det var Chapmans tegninger af en kanonjolle, som lå til grund for de kanonjoller, som blev bygget i Danmark og Norge under krigen 1807-1814 med Storbritannien. Kanonjollene var vigtige for at holde britiske orlogsskib ude af skærgården, men de kunne ikke bryde den frygtelige britiske blokkade af især Norge.

## Forfatterskab
I sine sidste leveår udfoldede Chapman en betydelig forfattervirksomhed. Allerede i 1768 havde han udgivet det store, verdensberømte plancheværk Architectura novalis mercatoria, og i 1806 kom et stort arbejde: Forsok till theoretisk afhandling att gifva linjeskepp och fregatter deras råtta form.

## Hædersbevisning
På mangfoldige måder hædredes han, og på Karlskrona Skibsværft er rejst et mindesmærke for ham.